# Still a G Thang
Still a G Thang é o primeiro single do rapper Snoop Dogg para o seu terceiro álbum de estúdio Da Game Is to Be Sold, Not to Be Told, primeiro do rapper na gravadora No Limit Records, esse foi o single que marcou a primeira mudança de nome do rapper, de Snoop Doggy Dogg para apenas Snoop Dogg.

## Desempenho nas paradas
Gráficos semanais
| Tabelas (1998)                               | Melhor posição |
| -------------------------------------------- | -------------- |
| Estados Unidos (Billboard Hot 100)           | 19             |
| Estados Unidos (Billboard R&B/Hip-Hop Songs) | 16             |
| Estados Unidos (Billboard Hot Rap Songs)     | 3              |
| Estados Unidos (Billboard Rhythmic)          | 36             |
| Estados Unidos (Billboard Hot Singles Sales) | 12             |
| Estados Unidos (Billboard Radio & Records)   | 15             |

### Tabelas de fim de ano
| Tabela de final de ano                    | Posição |
| ----------------------------------------- | ------- |
| Estados Unidos (Billboard Year End Chart) | 9       |

## Trilha sonora
A canção foi trilha sonora do curta metragem Da Game of Life do próprio Snoop Dogg.